# Gagea cuneata
Gagea cuneata är en liljeväxtart som beskrevs av Igor Germanovich Levichev och Murtaz. Gagea cuneata ingår i Vårlökssläktet och i familjen liljeväxter. Inga underarter finns listade.